# Campionati mondiali di sci alpino 1954
I Campionati mondiali di sci alpino 1954 si svolsero ad Åre in Svezia.

## Uomini

### Discesa libera
| Posizione | Atleta           | Nazione |
| --------- | ---------------- | ------- |
| 1         | Christian Pravda | Austria |
| 2         | Martin Strolz    | Austria |
| 3         | Ernst Obereigner | Austria |

### Slalom gigante
| Posizione | Atleta           | Nazione  |
| --------- | ---------------- | -------- |
| 1         | Stein Eriksen    | Norvegia |
| 2         | François Bonlieu | Francia  |
| 3         | Andreas Molterer | Austria  |

### Slalom speciale
| Posizione | Atleta           | Nazione        |
| --------- | ---------------- | -------------- |
| 1         | Stein Eriksen    | Norvegia       |
| 2         | Berni Obermüller | Germania Ovest |
| 3         | Toni Spiess      | Austria        |

### Combinata
| Posizione | Atleta           | Nazione  |
| --------- | ---------------- | -------- |
| 1         | Stein Eriksen    | Norvegia |
| 2         | Christian Pravda | Austria  |
| 3         | Stig Sollander   | Svezia   |

## Donne

### Discesa libera
| Posizione | Atleta           | Nazione  |
| --------- | ---------------- | -------- |
| 1         | Ida Schöpfer     | Svizzera |
| 2         | Trude Klecker    | Austria  |
| 3         | Lucienne Schmith | Francia  |

### Slalom gigante
| Posizione | Atleta            | Nazione     |
| --------- | ----------------- | ----------- |
| 1         | Lucienne Schmith  | Francia     |
| 2         | Madeleine Berthod | Svizzera    |
| 3         | Jeanette Burr     | Stati Uniti |

### Slalom speciale
| Posizione | Atleta         | Nazione  |
| --------- | -------------- | -------- |
| 1         | Trude Klecker  | Austria  |
| 2         | Ida Schöpfer   | Svizzera |
| 3         | Sara Thomasson | Svezia   |

### Combinata
| Posizione | Atleta            | Nazione  |
| --------- | ----------------- | -------- |
| 1         | Ida Schöpfer      | Svizzera |
| 2         | Madeleine Berthod | Svizzera |
| 3         | Lucienne Schmith  | Francia  |

## Medagliere
| Pos | Nazione        | Oro | Argento | Bronzo | Totale |
| --- | -------------- | --- | ------- | ------ | ------ |
| 1   | Norvegia       | 3   | 0       | 0      | 3      |
| 2   | Austria        | 2   | 3       | 3      | 8      |
| 3   | Svizzera       | 2   | 3       | 0      | 5      |
| 4   | Francia        | 1   | 1       | 2      | 4      |
| 5   | Germania Ovest | 0   | 1       | 0      | 1      |
| 6   | Svezia         | 0   | 0       | 2      | 2      |
| 7   | Stati Uniti    | 0   | 0       | 1      | 1      |